# Eugen H. Rădulescu
Eugen H. Rădulescu (n. 13 octombrie 1904, Bordușani, Ialomița – d. 2 martie 1993, București) a fost un inginer agronom, fitopatolog și profesor universitar român, membru titular al Academiei Române (1963). Considerat unul dintre fondatorii școlii românești de fitopatologie, alături de Traian Săvulescu, Rădulescu a contribuit la dezvoltarea protecției plantelor prin cercetări asupra bolilor și dăunătorilor, publicând peste 150 de lucrări, inclusiv monumentala Tratat de fitopatologie agricolă (4 volume, 1967-1972). Activitatea sa didactică la Cluj și București a format generații de specialiști, consolidând statutul României în acest domeniu.

## Biografie

### Copilărie și educație
Eugen H. Rădulescu s-a născut la 13 octombrie 1904 în satul Bordușani, județul Ialomița. A urmat școala primară în localitatea natală și studiile liceale la Liceul „Petru și Pavel” din Ploiești, absolvind în 1924. Între 1924 și 1928, a studiat la Academia de Înalte Studii Agronomice din Cluj, fiind unul dintre studenții eminenți, alături de V. Velican, A. Vasiliu și Al. Potlog. 
În 1935, a fost trimis pentru specializare la Institutul Agricol al Universității Halle, Germania, unde și-a susținut doctoratul în fitopatologie, devenind primul doctor agronom în acest domeniu din România. A continuat perfecționarea la München (1936) și Viena (1937), sub îndrumarea unor specialiști de renume. 

### Carieră profesională
După absolvirea facultății, Rădulescu a fost asistent la disciplina „Bolile plantelor” din cadrul catedrei de Botanică de la Cluj, condusă de Iuliu Prodan. În paralel, a lucrat ca cercetător la Institutul de Cercetări Agricole ale României (ICAR), publicând frecvent în revista „Agricultura nouă” începând cu 1933. În 1938, a devenit șef de lucrări, iar în 1942, profesor la catedra de Fitopatologie a Facultății de Agronomie din Cluj, fiind recunoscut ca fondator al acesteia și al „școlii clujene de protecția plantelor”. 
În 1957, a început să predea Fitopatologia la Institutul Agronomic „Nicolae Bălcescu” din București, mutându-se definitiv în 1960. A predat până în 1974, rămânând apoi profesor consultant și îndrumător de doctoranzi. A fost decan al Facultății de Agronomie din Cluj (1945-1947), rector al aceleiași facultăți (1948-1954) și rector al Institutului Agronomic București (1961-1969). 
A fost membru corespondent al Academiei Române din 1948, membru titular din 1963, membru al Academiei de Științe Agricole și Silvice (1969) și primul director al Institutului Național de Protecția Plantelor.

## Activitate științifică
Rădulescu a publicat peste 150 de lucrări, grupate în articole de specialitate, îndrumătoare, monografii, tratate și cursuri universitare. Contribuțiile sale au vizat combaterea integrată a bolilor și dăunătorilor, sănătatea semințelor și protecția culturilor agricole.

### Cercetări în fitopatologie
A abordat boli și dăunători la diverse culturi, publicând articole precum „Influența atacului de rugină brună asupra calității grâului” (1939) și „Combaterea integrată a dăunătorilor și bolilor plantelor cultivate” (1966). Lucrările sale au promovat combaterea integrată, fiind unul dintre pionierii acestei abordări în România. 

### Îndrumătoare practice
Împreună cu A. Negru și A. Săvescu, a publicat „Îndrumător pentru determinarea bolilor și dăunătorilor la semințe” (1966) și „Îndrumător de protecția plantelor” (1968), lucrări de peste 1000 de pagini, care oferă metode de identificare și combatere a agenților patogeni. Acestea rămân relevante pentru laboratoarele fitosanitare și practicieni. 

### Monografii și tratate
Monografia „Septoriozele din România” (1973, cu Al. Negru și E. Docea), premiată de Academia Română, analizează 362 de boli cauzate de ciuperci din genul Septoria. „Bolile legumelor și combaterea lor” (1979) a fost prima lucrare de acest nivel în protecția plantelor legumicole. Capodopera sa, Tratat de fitopatologie agricolă (4 volume, 1967-1972), coordonată cu C. Rafailă, acoperă bolile cerealelor, plantelor industriale, legumelor, pomilor și viței de vie, fiind o lucrare de referință în fitopatologia mondială. 

## Activitate didactică
Rădulescu a predat Fitopatologia la Cluj și București, formând specialiști precum I. Babeș, T. Perju, E. Docea și C. Rafailă. A publicat cursul „Fitopatologie” (1967, cu E. Docea) și a susținut practica finală a studenților, contribuind la modernizarea planurilor de învățământ. A fost apreciat pentru modestie, competență și abordarea practică în predare. 

## Distincții
- Ordinul Muncii clasa I (19 noiembrie 1964) „pentru merite deosebite în domeniul științific și didactic”[8]
- Ordinul „Meritul Științific” clasa I (26 septembrie 1966) „pentru merite deosebite în activitatea științifică, cu prilejul Centenarului Academiei Republicii Socialiste România”[9]
- titlul de Profesor universitar emerit al Republicii Socialiste România (26 iunie 1969) „în semn de prețuire a personalului didactic pentru activitatea meritorie în domeniul instruirii și educării elevilor și studenților și a contribuției aduse la dezvoltarea învățămîntului și culturii din patria noastră”[10]
- Membru al Academiei Internaționale pentru Bolile Plantelor, Londra (1965).
- Membru al Societății Naționale de Geografie a SUA, Washington (1970).
- Premiul Academiei Române – pentru „Septoriozele din România” (1973).

## Lucrări publicate

### Cărți și monografii
- Introducere în biologia ciupercilor, București, 1939
- Bolile și dăunătorii cerealelor, București, 1955 (în colaborare)
- Ploșnițele grâului, București, 1957
- Bolile plantelor industriale, București, 1957
- Îndrumător pentru determinarea bolilor și dăunătorilor la semințe, Editura Ceres, București, 1966 (cu A. Negru, A. Săvescu)
- Îndrumător de protecția plantelor, Editura Ceres, București, 1968 (cu A. Negru, A. Săvescu)
- Tratat de fitopatologie agricolă, vol. I-IV, Editura Academiei RSR, București, 1967-1972 (coordonator, cu C. Rafailă)
- Fitopatologie, Editura Ceres, București, 1967 (cu E. Docea)
- Protecția plantelor de nutreț, Editura Ceres, București, 1972 (cu I. Bobeș, T. Perju)
- Septoriozele din România, Editura Academiei RSR, București, 1973 (cu Al. Negru, E. Docea)
- Bolile legumelor și combaterea lor, Editura Ceres, București, 1979

### Articole științifice
- Prepararea zemurilor pentru stropitul pomilor, Agricultura nouă, nr. 2, Cluj, 1934
- Tratamente și îngrijiri de primăvară și vară la pomii fructiferi, Agricultura nouă, nr. 1, Cluj, 1935
- Combaterea lăcustelor în județul Cluj, Agricultura nouă, nr. 9, București, 1938
- Influența atacului de rugină brună asupra calității grâului, Agricultura nouă, nr. 3, București, 1939
- Protecția culturilor de porumb și floarea soarelui împotriva dăunătorilor și bolilor, Probleme agricole, nr. 4, 1962
- Eficacitatea unor produse fungicide în combaterea tăciunelui porumbului produs de ciuperca Sorosporium halei Sorghi, Probleme agricole, nr. 1, 1961
- Combaterea integrată a dăunătorilor și bolilor plantelor cultivate, Probleme agricole, nr. 5, 1966
- Rolul asolamentelor în combaterea bolilor la plante, Probleme agricole, nr. 9, 1971